# Фауна Челябинской области
Фауна Челябинской области — совокупность живых организмов всех видов диких животных, постоянно или временно населяющих территорию Челябинской области.
На территории Челябинской области представлен животный мир трёх природных зон: горнолесной (фауна горной тайги, широколиственных и смешанных лесов), лесостепной и степной (фауна степи и долин больших рек).
Всего в области обитает более 60 видов млекопитающих, около 300 видов птиц, около 20 видов пресмыкающихся, около 20 видов земноводных и почти 60 видов рыб.
Охота разрешена на 33 вида млекопитающих и 70 видов птиц.

Буквами КК отмечены виды, занесённые в Красную книгу России.

## Млекопитающие

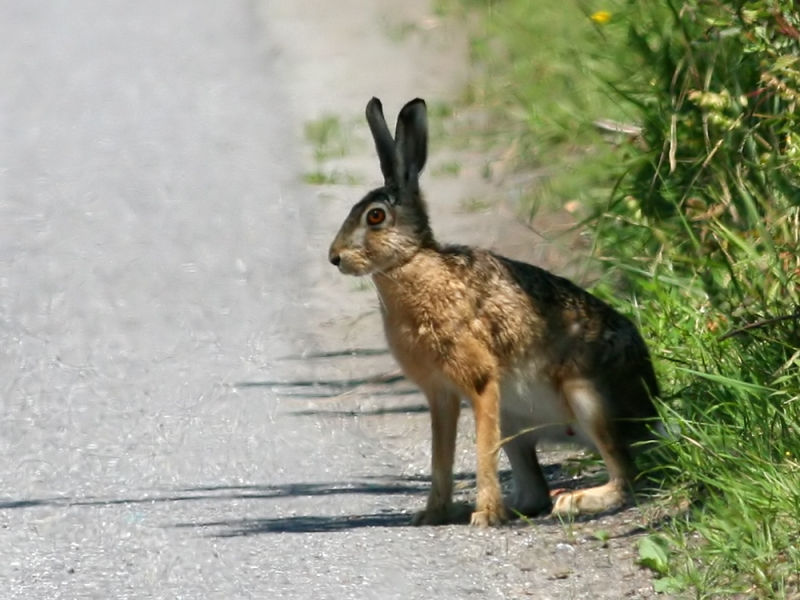
Заяц-русак

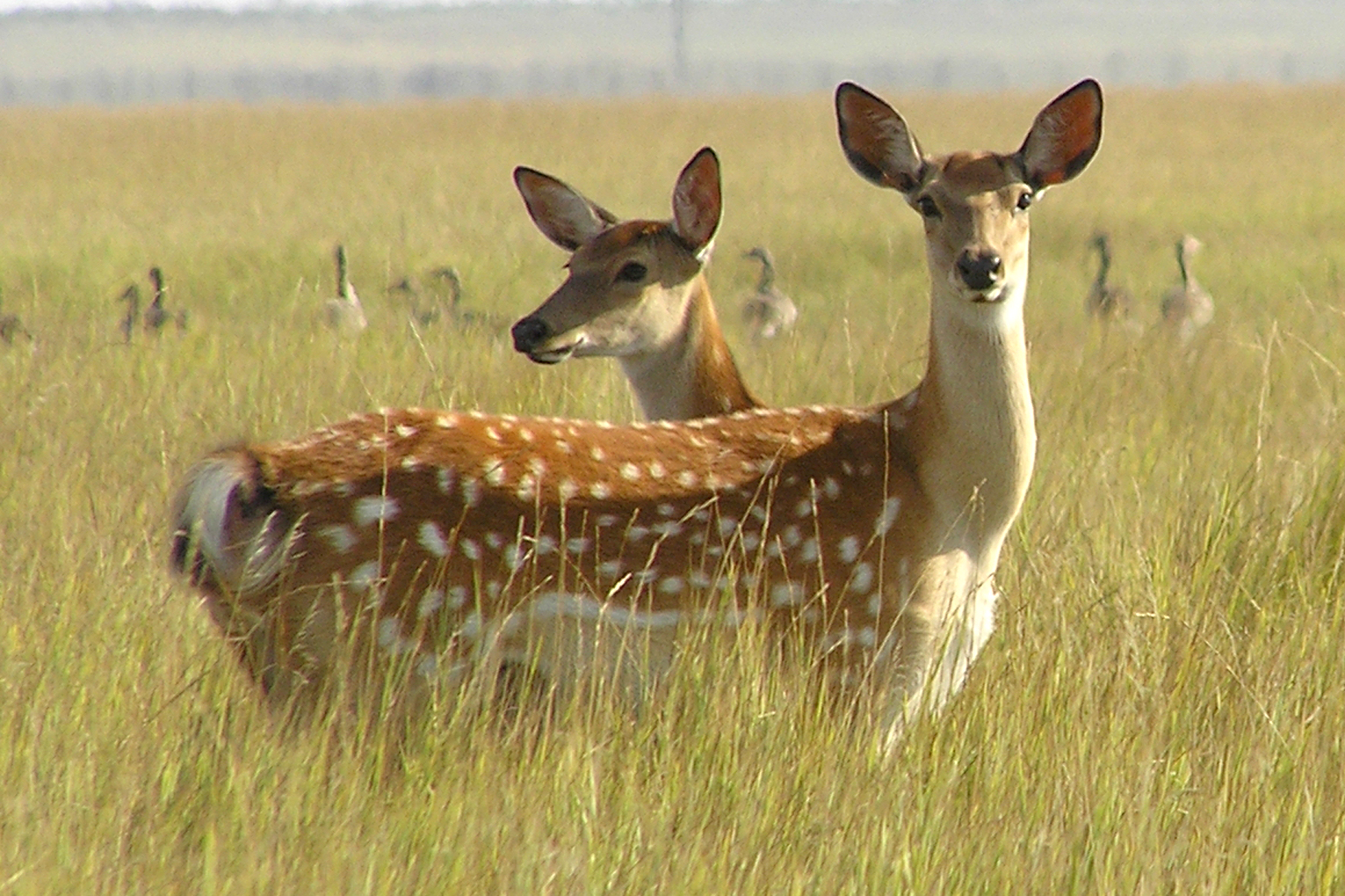
Пятнистые олени

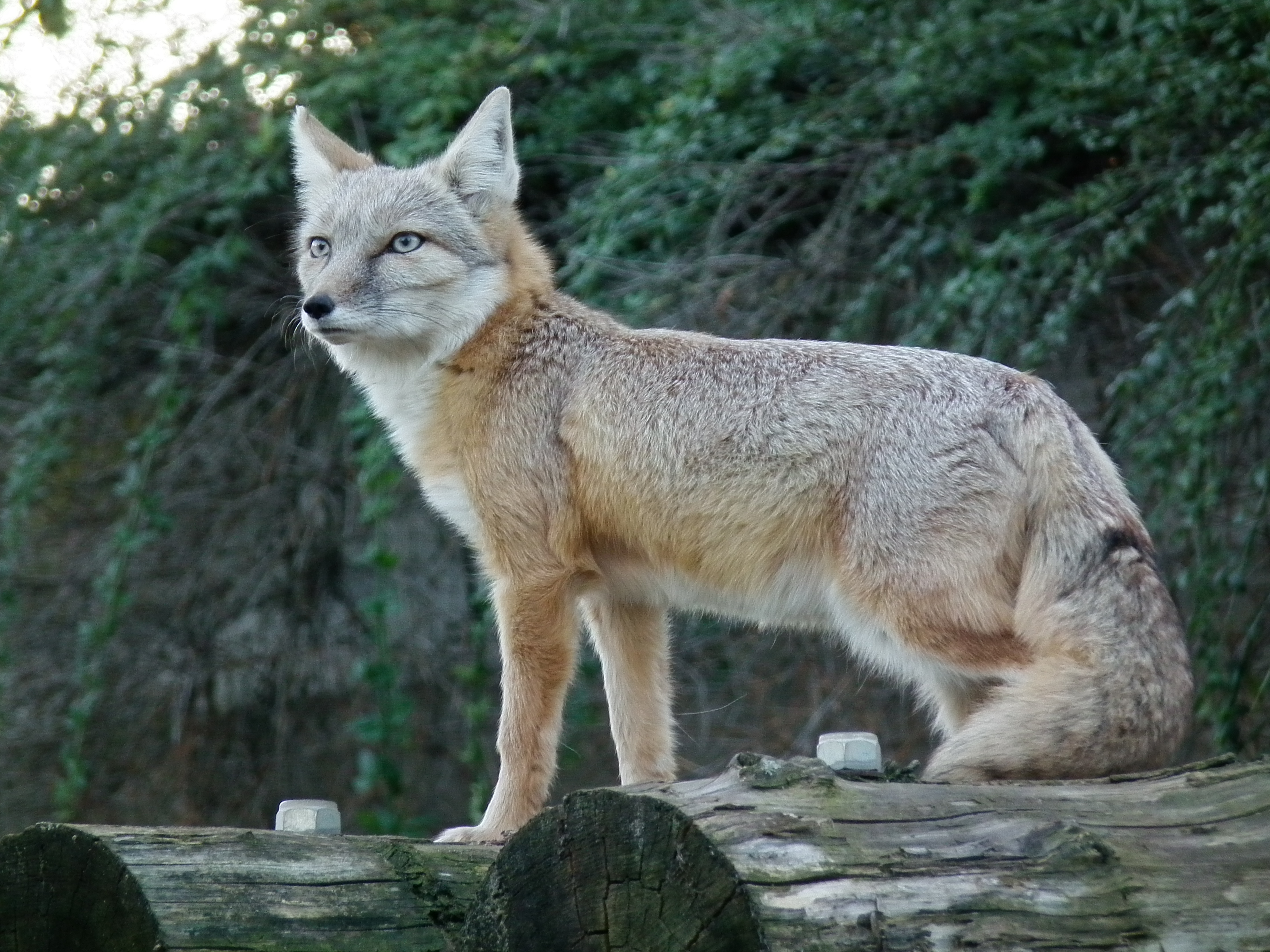
Степная лисица

На территории Челябинской области обитают эти и другие млекопитающие (помимо человека и одомашненных видов):
- Отряда грызунов:
  - Семейства беличьих: обыкновенная белка, белка-летяга, азиатский бурундук, степной сурок (байбак), жёлтый суслик, малый суслик, рыжеватый суслик
  - Семейства бобровых: обыкновенный (речной) бобрКК
  - Семейства мышиных: серая крыса, домовая мышь, лесная мышь, мышь-малютка, полевая мышь
  - Семейства мышовковых: лесная мышовка, степная мышовка
  - Семейства соневых: соня-полчок, садовая соня
  - Семейства тушканчиковых: большой тушканчик, малый тушканчик
  - Семейства хомяковых: лесной лемминг, ондатра, степная пеструшка, водяная полёвка, восточноевропейская полёвка, красная полёвка, красно-серая полёвка, обыкновенная полёвка, рыжая полёвка, тёмная полёвка, узкочерепная полёвка, полёвка-экономка, обыкновенная слепушонка, обыкновенный хомяк, серый хомячок, хомячок Эверсманна, джунгарский хомячок
- Отряда зайцеобразных:
  - Семейства зайцевых: заяц-беляк, заяц-русак
  - Семейства пищух: степная пищуха
- Отряда насекомоядных:
  - Семейства ежовых: южный ёж
  - Семейства землеройковых: малая белозубка, крошечная бурозубка, крупнозубая бурозубка, малая бурозубка, обыкновенная бурозубка, равнозубая бурозубка, средняя бурозубка, тундряная бурозубка, обыкновенная кутора
  - Семейства кротовых: европейский крот, русская выхухольКК
- Отряда парнокопытных:
  - Семейства оленей: косуля сибирская, лось, пятнистый олень
  - Семейства свиней: кабан
- Отряда рукокрылых:
  - Семейства летучих мышей: двухцветный кожан, северный кожанок, нетопырь Натузиуса, ночница Брандта, водяная ночница, ночница Наттерера, прудовая ночница, усатая ночница, бурый ушан
- Отряда хищных:
  - Семейства кошачьих: рысь
  - Семейства куньих: барсук, выдра, горностай, колонок, лесная куница, ласка, американская норка, европейская норка, сибирская норка (колонок), степной (светлый) хорёк
  - Семейства медведей: бурый медведь
  - Семейства псовых: волк, обыкновенная лисица, степная лисица (корсак), енотовидная собака

## Птицы
Большинство птиц Челябинской области (более 80 % всех гнездящихся видов) являются перелётными: зяблик, полевой жаворонок, дрозды, утки, гуси, кулики, цапли, пеночки, славки и многие другие. Во время перелётов они вовлекаются в два миграционных потока — восточно-европейский и центрально-азиатский.
На территории Челябинской области постоянно или временно (во время миграций) обитают эти и другие виды птиц (помимо одомашненных видов):
- Отряда аистообразных: чёрный аистКК, большая выпь, большая белая цапля

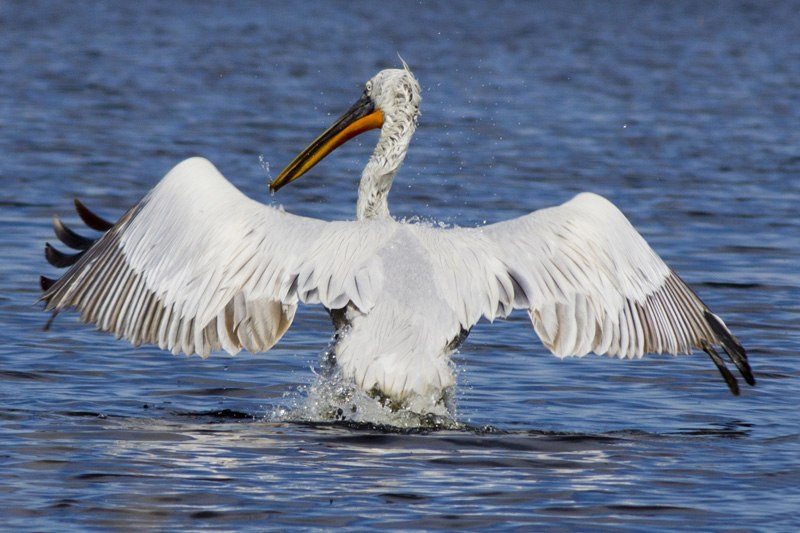
Кудрявый пеликан

- Отряда веслоногих: большой баклан, кудрявый пеликанКК
- Отряда воробьинообразных:
  - Семейства воробьиных: домовый воробей
  - Семейства врановых: ворон, серая ворона, грач, галка, кедровка, сойка, сорока
  - Семейства вьюрковых: вьюрок, обыкновенный дубонос, обыкновенная зеленушка, зяблик, белокрылый клёст, клёст-еловик, коноплянка, обыкновенный снегирь, серый снегирь, урагус, обыкновенная чечевица, чечётка, черноголовый щегол, щур
  - Семейства дроздовых: варакушка, деряба, певчий дрозд, пёстрый дрозд, дрозд-белобровик, дрозд-рябинник
  - Семейства жаворонковых: рогатый жаворонок
  - Семейства завирушковых: лесная завирушка
  - Семейства иволговых: обыкновенная иволга
  - Семейства камышовковых: болотная камышовка, вертлявая камышовкаКК, индийская камышовка, тростниковая камышовка, садовая камышовка, камышовка-барсучок, зелёная пересмешка
  - Семейства корольковых: желтоголовый королёк
  - Семейства ласточковых: береговая ласточка, деревенская ласточка
  - Семейства мухоловковых: обыкновенная горихвостка, зарянка, серая мухоловка, обыкновенный соловей, соловей-красношейка, черноголовый чекан,
  - Семейства овсянковых: камышовая овсянка, обыкновенная овсянка, пуночка
  - Семейства оляпковых: оляпка
  - Семейства пищуховых: обыкновенная пищуха
  - Семейства поползневых: обыкновенный поползень
  - Семейства ремезовых: обыкновенный ремез Свиристель

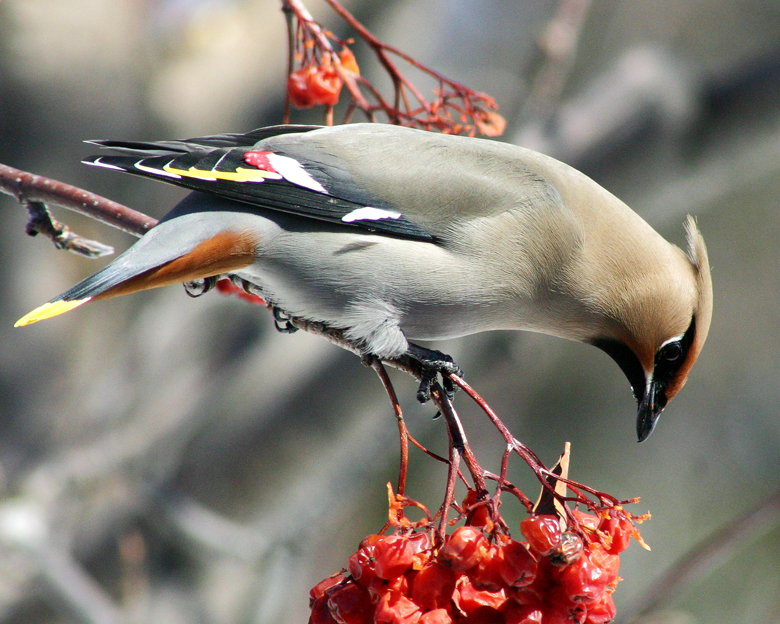
Свиристель

  - Семейства свиристелевых: свиристель
  - Семейства синицевых: буроголовая гаичка, белая лазоревкаКК, обыкновенная лазоревка, большая синица, длиннохвостая синица,
  - Семейства скворцовых: обыкновенный скворец
  - Семейства славковых: зелёная пеночка, пеночка-весничка, пеночка-теньковка, пеночка-трещотка, садовая славка, серая славка, славка-мельничек
  - Семейства сорокопутовых: обыкновенный жулан, серый сорокопутКК
  - Семейства трясогузковых: краснозобый конёк, лесной конёк, белая трясогузка, жёлтая трясогузка
- Отряда гагарообразных: чернозобая гагараКК
- Отряда голубеобразных: вяхирь, сизый голубь, обыкновенная горлица

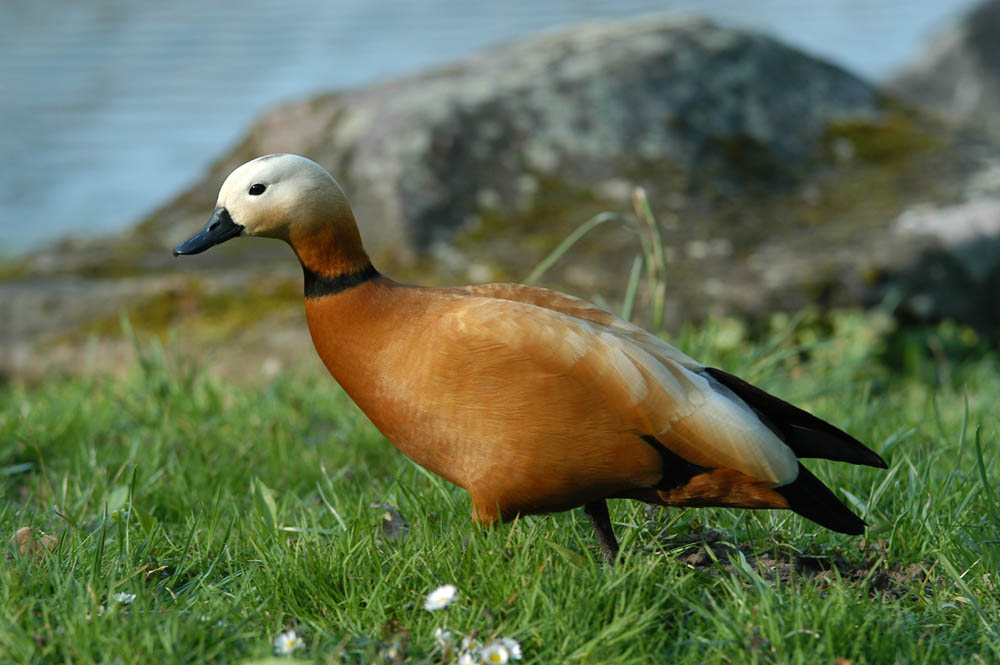
Огарь

- Отряда гусеобразных (все птицы — семейства утиных): обыкновенный гоголь, гуменник, серый гусь, краснозобая казаркаКК, большой крохаль, кряква, луток, красноносый нырок, лебедь-кликун, лебедь-шипун, огарь, пеганка, пискулькаКК, савкаКК, свиязь, обыкновенный турпан, серая утка, белоглазый нырок (белоглазая чернеть)КК, красноголовый нырок (красноголовая чернеть), хохлатая чернеть, чирок-свистунок, чирок-трескунок, шилохвость, широконоска
- Отряда дятлообразных: вертишейка, белоспинный дятел, малый пёстрый дятел, седой дятел, желна (чёрный дятел)
- Отряда журавлеобразных: дрофаКК, серый журавль, камышница, коростель, красавкаКК, водяной пастушок, погоныш, погоныш-крошка, стерхКК, стрепетКК
- Отряда кукушкообразных: обыкновенная кукушка
- Отряда курообразных: глухарь, белая куропаткаКК, серая куропатка, перепел, рябчик, тетерев
- Отряда поганкообразных: большая поганка, красношейная поганка, серощёкая поганка
- Отряда ракшеобразных: сизоворонка
- Отряда ржанкообразных:
  - Семейства авдотковых: авдоткаКК
  - Семейства бекасовых: бекас, вальдшнеп, большой веретенник, малый веретенник, гаршнеп, большой кроншнепКК, средний кроншнеп (степной подвид), поручейник, травник, турухтан, щёголь
  - Семейства крачковых: речная крачка, белокрылая болотная крачка, чёрная болотная крачка
  - Семейства куликов-сорок: кулик-сорокаКК (материковый подвид)
  - Семейства ржанковых: кречёткаКК, бурокрылая ржанка, золотистая ржанкаКК, тулес, чибис
  - Семейства тиркушковых: степная тиркушкаКК
  - Семейства чайковых: черноголовый хохотунКК, хохотунья, озёрная чайка, серебристая чайка
  - Семейства шилоклювковых: ходулочникКК, шилоклювкаКК
- Отряда совообразных: бородатая неясыть, длиннохвостая неясыть, серая неясыть, белая сова, болотная сова, ушастая сова, ястребиная сова, сплюшка, воробьиный сыч, домовый сыч, мохноногий сыч, филинКК

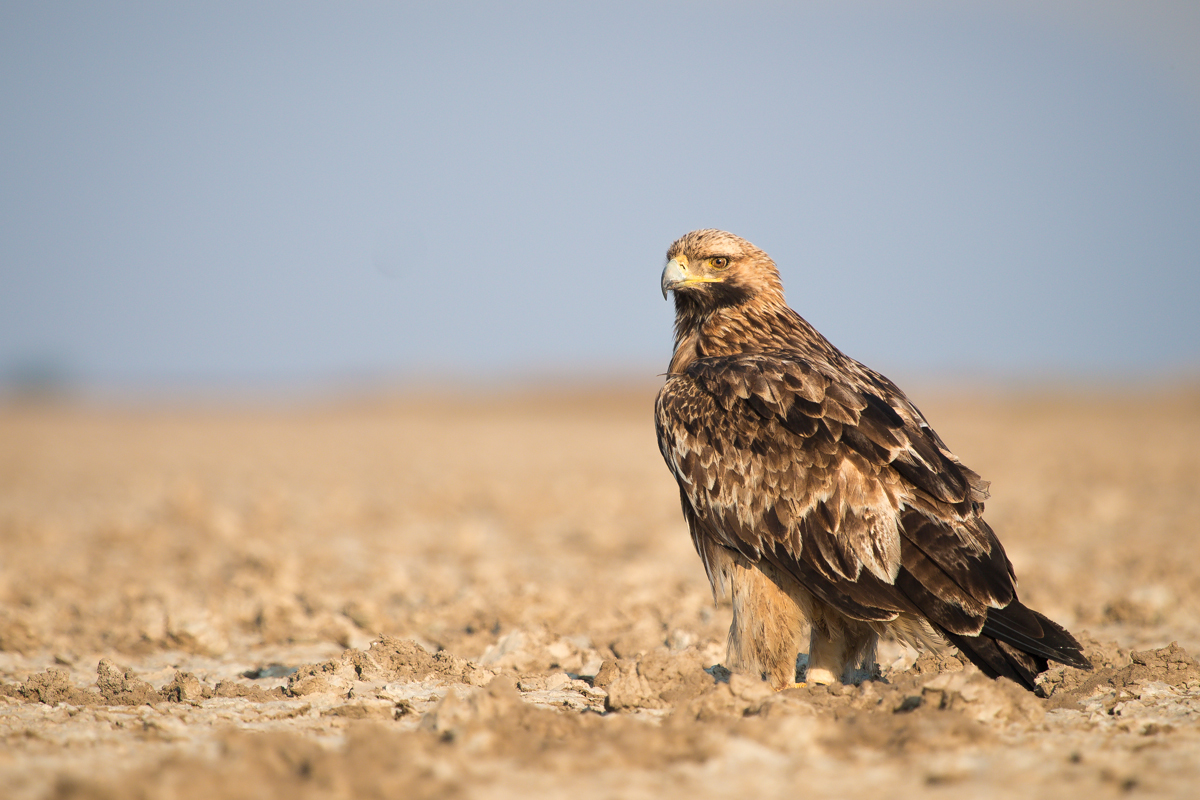
Могильник

- Отряда соколообразных: балобанКК, беркутКК, чёрный грифКК, дербник, обыкновенный канюк (сарыч), кобчик, кречетКК, курганникКК, полевой лунь, степной луньКК, могильникКК, степной орёлКК, орлан-белохвостКК, обыкновенный осоед, большой подорликКК, обыкновенная пустельга, степная пустельгаКК, сапсанКК, скопаКК, чеглок, ястреб-перепелятник, ястреб-тетеревятник
- Отряда стрижеобразных: чёрный стриж

## Пресмыкающиеся

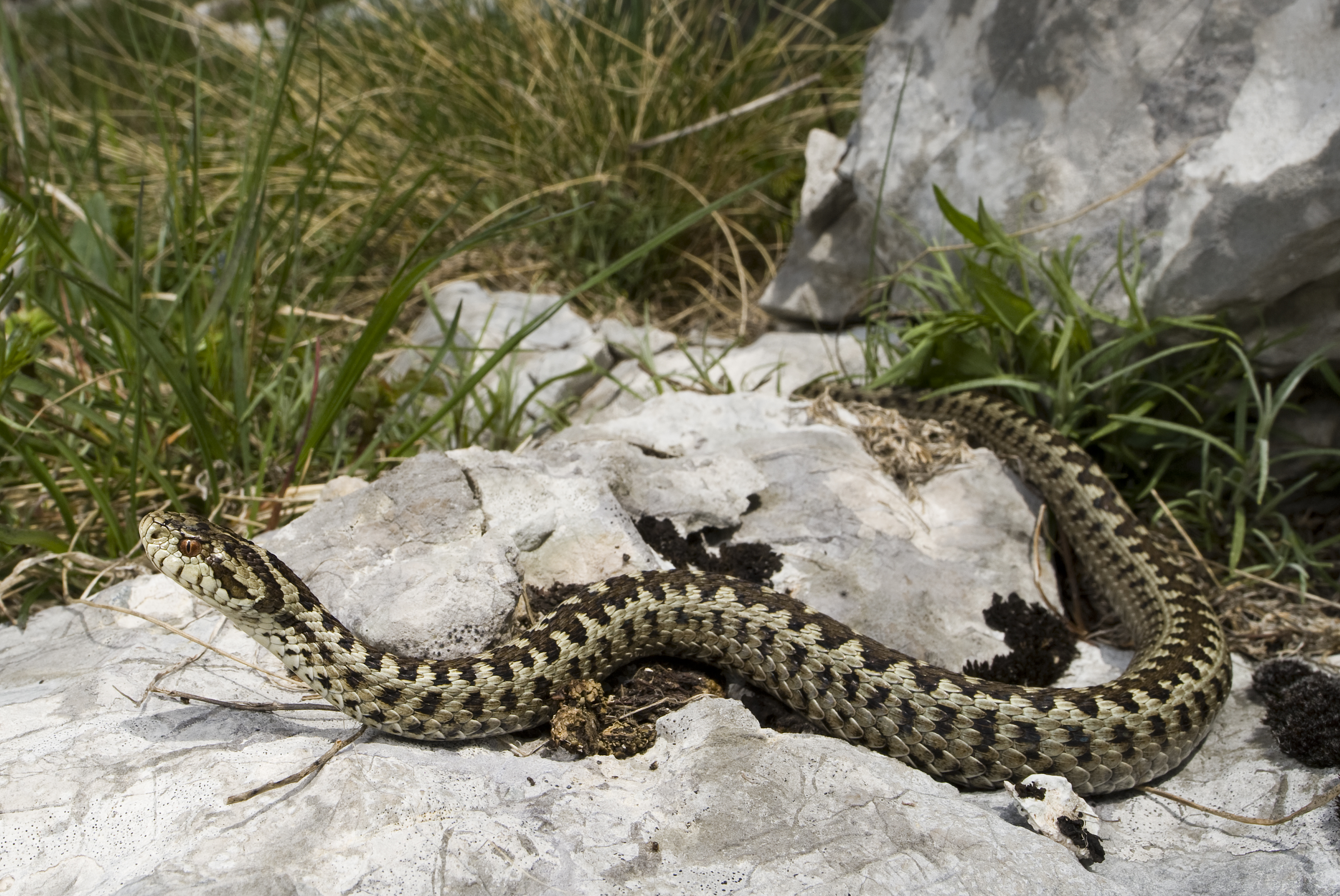
Степная гадюка

На территории Челябинской области обитают эти и другие виды рептилий:
Отряда чешуйчатых:
- Подотряда змей: обыкновенный уж, обыкновенная гадюка, степная гадюка, обыкновенная медянка, узорчатый полоз
- Подотряда ящериц: прыткая ящерица, живородящая ящерица, веретеница ломкая

Отряда черепах: болотная черепаха.

## Земноводные

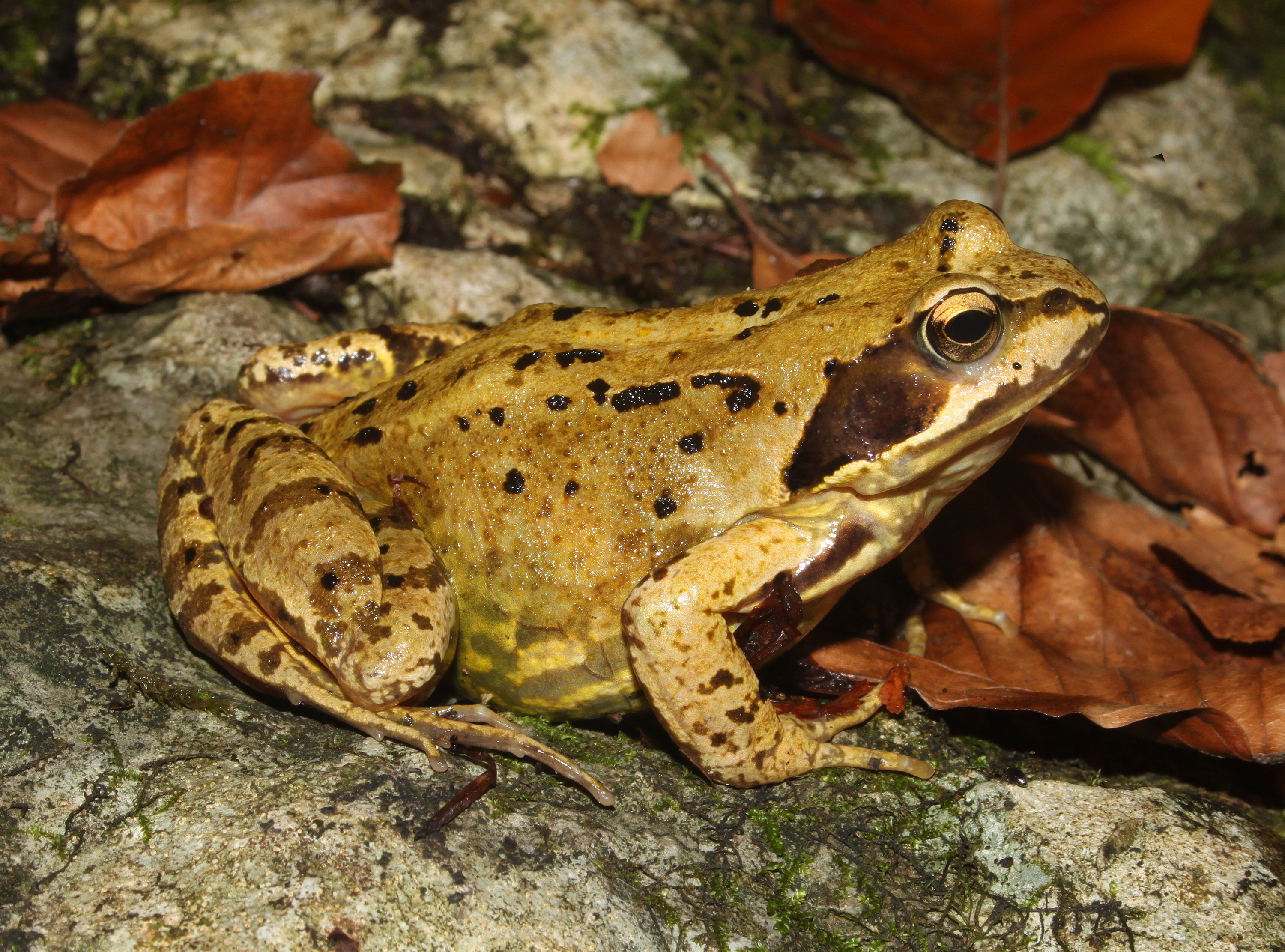
Травяная лягушка

На территории Челябинской области обитают эти и другие виды амфибий:
- Отряда бесхвостых: остромордая лягушка, травяная лягушка, краснобрюхая жерлянка, серая жаба
- Отряда хвостатых: гребенчатый тритон, сибирский углозуб

## Рыбы

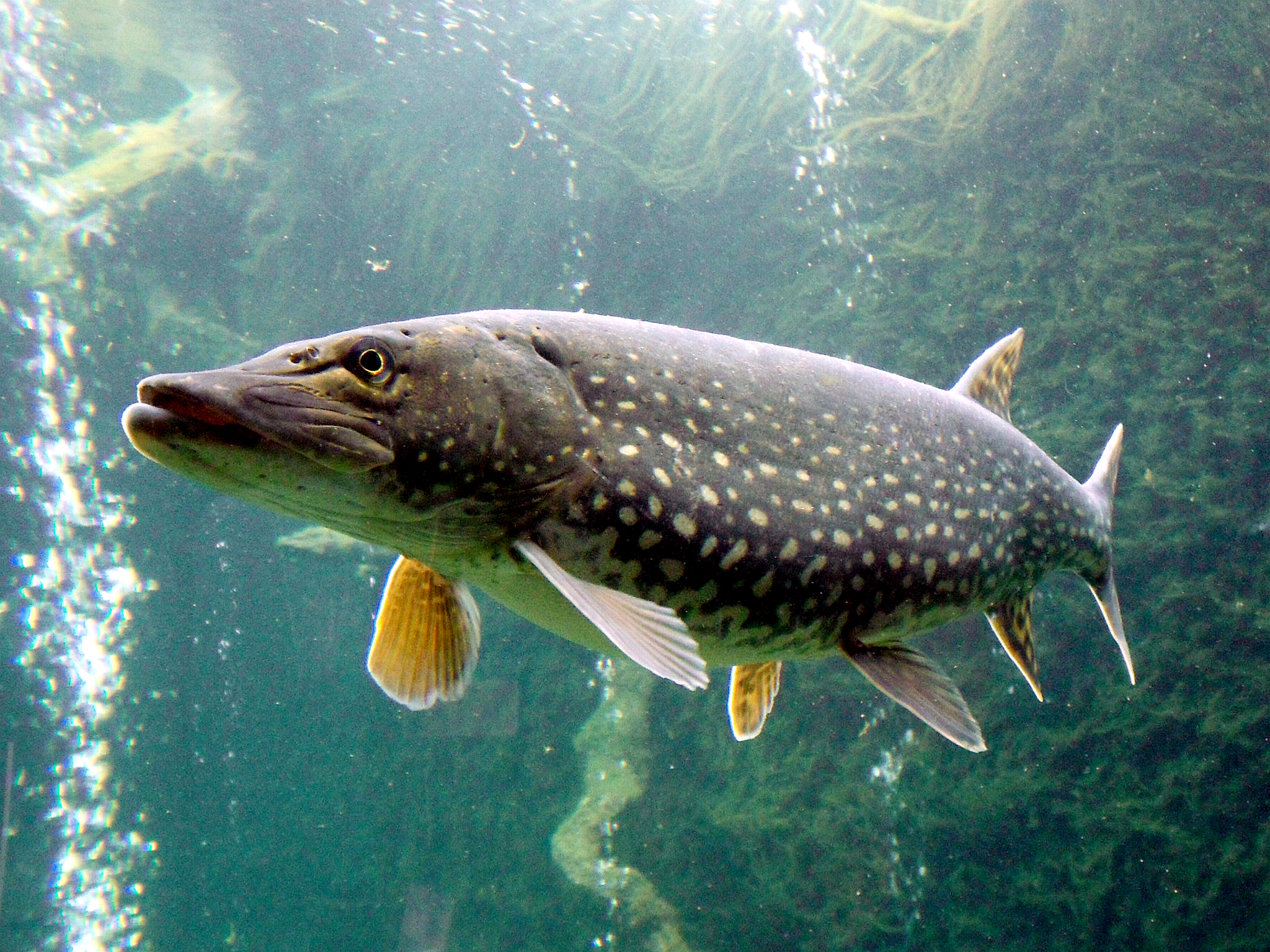
Щука

В реках и озёрах Челябинской области обитают эти и другие виды рыб:
- Отряда карпообразных: жерех, золотой карась, серебряный карась, карп, лещ, линь, плотва (чебак), язь
- Отряда окунеобразных: ёрш, окунь, судак
- Отряда осетрообразных: стерлядьКК
- Отряда скорпенообразных: обыкновенный подкаменщик
- Отряда трескообразных: налим
- Отряда щукообразных: щука
- Отряда лососеобразных: предкавказская кумжаКК, пелядь (сырок)[2], рипус[3], сиг[4], обыкновенный таймень, европейский хариус

Промысловые виды рыб разводятся на озёрах Аракуль, Большой Кисегач, Иртяш, Иткуль, Кундравинское, Малое Миассово, Мисяш, Сунгуль, Тургояк, Увильды, Чебаркуль и др.

## Насекомые

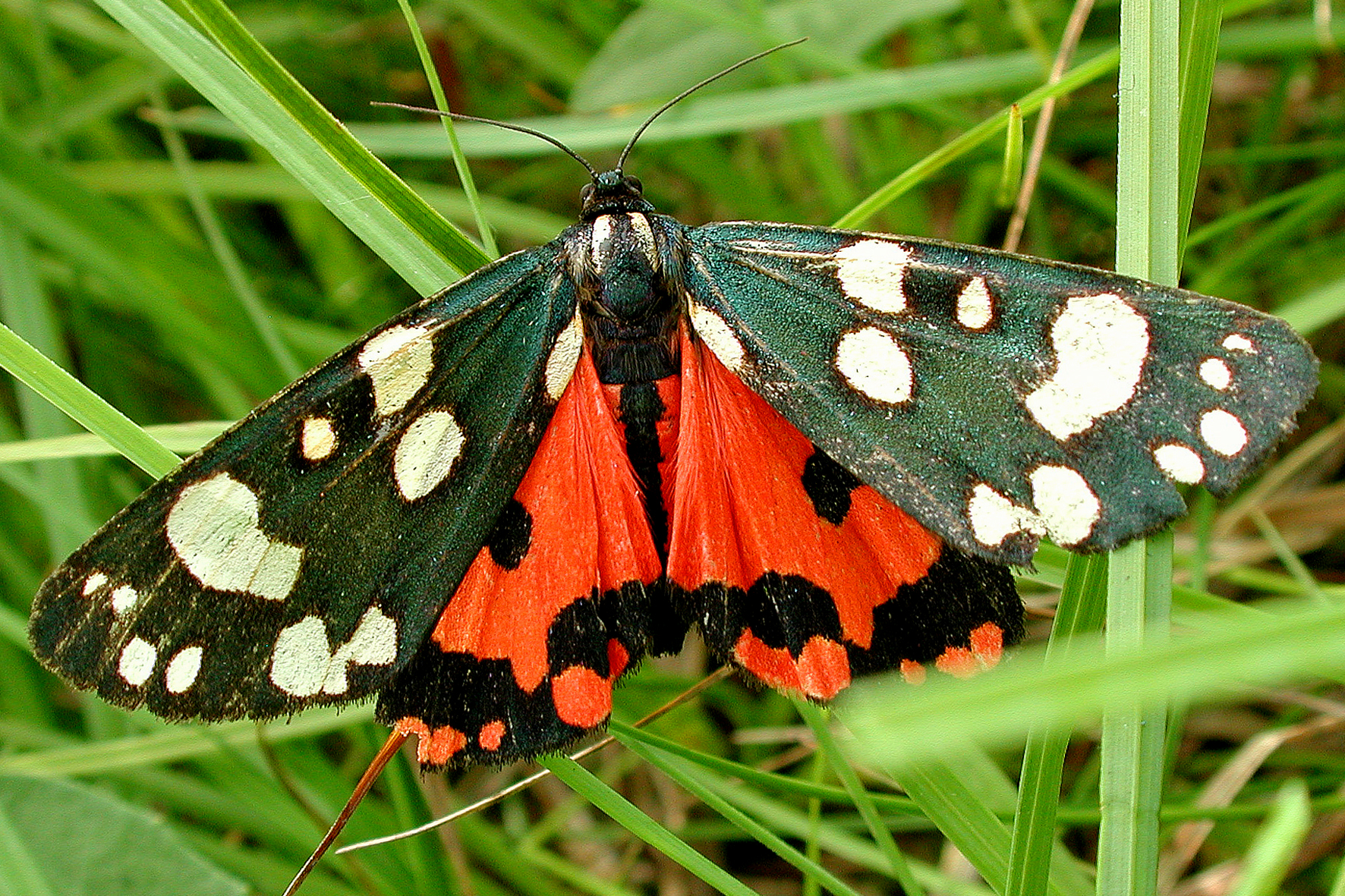
Медведица-госпожа

На территории Челябинской области обитают эти и многие другие виды насекомых:
- Отряда богомоловых: богомол-крошка, обыкновенный богомол
- Отряда двукрылых: большое жужжало, горбатый ктырь
- Отряда жесткокрылых: жук-олень, ребристая жужелица, уральская небрия, острокрылый слоникКК, альпийский усачКК, усач-кожевенник,
- Отряда перепончатокрылых: полевой шмель, рыжий лесной муравей, полярный муравей, пчела-плотник
- Отряда прямокрылых: степная дыбкаКК
- Отряда равнокрылых: горная цикада
- Отряда стрекоз: красная стрекоза, перевязанная стрекоза, обыкновенная стрекоза, блестящая красотка,
- Отряда чешуекрылых: обыкновенный аполлон, чёрный аполлон, малый ночной павлиний глаз, медведица-госпожа, чернушка-циклоп, поликсена

## Моллюски

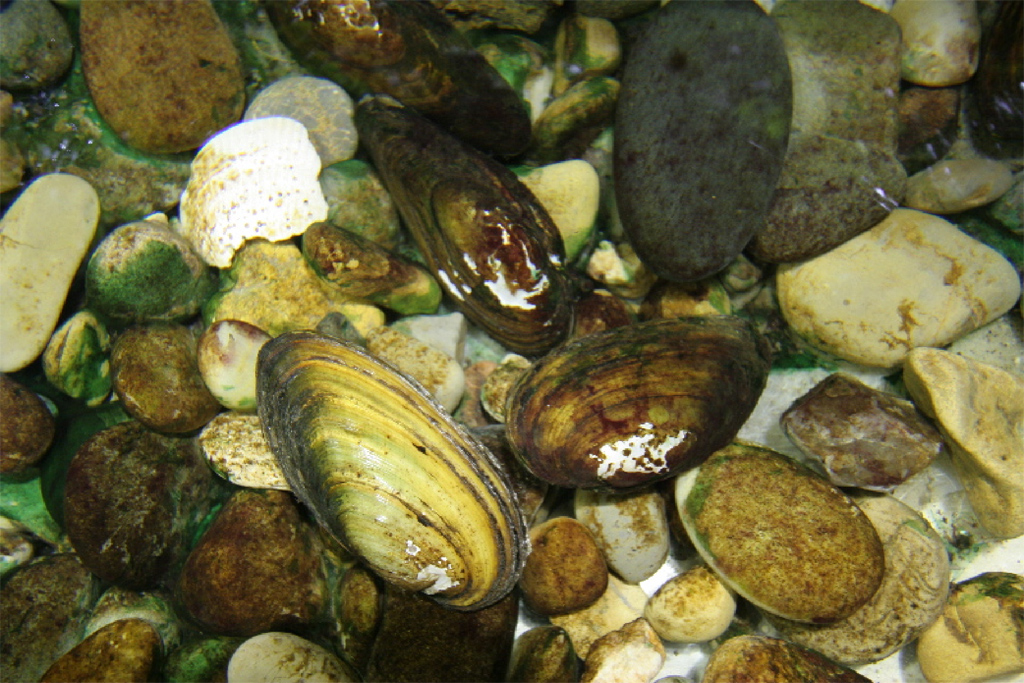
Европейская жемчужница

На территории Челябинской области обитают эти и другие виды моллюсков:
- Отряда стебельчатоглазых: гастрокопта Теэли
- Отряда лёгочных моллюсков: прудовик обыкновенный
- Отряда прудовикообразных: лимнея плащеносная, катушка килеватая
- Отряда унионидов: толстая перловица, европейская жемчужницаКК

## Кольчатые черви
- промежуточная эйзенияКК[5]

## Фауна прошлого

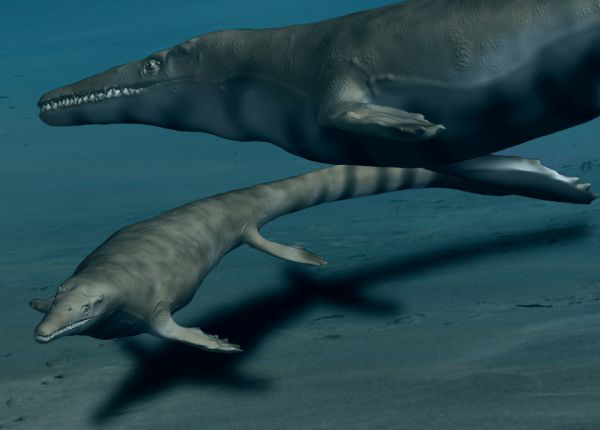
Мозазавры

Под влиянием геологических изменений, климатических и других условий животный мир региона непрерывно эволюционирует. Поэтому, например, такие звери, как росомаха и песец, жившие здесь в прошлом, отступили далеко на север в связи с потеплением климата. Значительную роль в уменьшении численности и области распространения животных имел хищнический промысел. В течение XVIII и XIX веков на Южном Урале полностью были истреблены благородные олени, соболи, выхухоли и бобры. Численность многих других видов сильно сократилась.
Пятнистый олень, бобр, выхухоль, ондатра и другие виды были завезены в Челябинскую область в советское время. Первые 27 пятнистых оленей были завезены в Ильменский заповедник в 1938 году взамен давно уничтоженных на Урале благородных оленей.
В Челябинской области были найдены останки многих вымерших животных: мамонта, пещерного медведя, шерстистого носорога, древнего дикобраза и др.
В 2015 году в области были обнаружены фрагменты скелета мозазавра.

## Красная книга Челябинской области
В Красную книгу Челябинской области входят 176 видов животных (17 видов млекопитающих, 48 — птиц, 5 — пресмыкающихся, 3 — земноводных, 95 — насекомых и 3 — моллюсков).

## Заповедники
Животные Челябинской области находятся под охраной в двух заповедниках, двух национальных природных парках, а также других особо охраняемых природных территориях, чья общая площадь составляет около 1000 га — более 10 % территории области.

## Музеи
Чучела животных Южного Урала представлены в экспозиции Краеведческого музея и Зоологическом музее ЧГПУ в Челябинске.